# Zwolsche Boys in het seizoen 1957/58
Het seizoen 1957/1958 was het 41e jaar in het bestaan van de Zwolse betaaldvoetbalclub Zwolsche Boys. De club kwam uit in de Tweede divisie B en eindigde daarin op de 14e plaats. Ook werd deelgenomen aan het toernooi om de KNVB beker, hierin werd de club in de tweede ronde uitgeschakeld door AGOVV (0–5).

## Wedstrijdstatistieken

### Tweede divisie B
| 1e speelronde                                                               | Zwolsche Boys                                                                        | 2 – 4 (1 – 1) | Rheden                                                                                                 |
| 8 september 1957 Plaats: Zwolle De Vrolijkheid Toeschouwers: 3.500          | Roelof Hofman 14', 87' (pen.)                                                        |               | 9', 47' Spies 51' Aalders 75' Piet Amsterdam                                                           |
| 2e speelronde                                                               | Go Ahead                                                                             | 5 – 1 (4 – 1) | Zwolsche Boys                                                                                          |
| 15 september 1957 Plaats: Deventer Vetkampstraat Toeschouwers: 4.500        | Jan Groninger 10', 15', 30' Willy Mos 32' Dick Faber 56'                             |               | 20' Hennie van Nee                                                                                     |
| 3e speelronde                                                               | Zwolsche Boys                                                                        | 0 – 6 (0 – 3) | Be Quick                                                                                               |
| 6 oktober 1957 Plaats: Zwolle De Vrolijkheid Toeschouwers: 2.000            |                                                                                      |               | 6', 67' Fré Mensinga 13' Kees van der Leij Klaas van der Berg 77' Wim van Dalsum 90' (pen.) Ap Hansems |
| 4e speelronde                                                               | Oosterparkers                                                                        | 3 – 0 (1 – 0) | Zwolsche Boys                                                                                          |
| 13 oktober 1957 Plaats: Groningen Oosterpark Toeschouwers: 1.000            | Klaas Snip 30' Tjerk Bolhuis 52' Mans Weessies                                       |               | |
| 5e speelronde                                                               | N.E.C.                                                                               | 2 – 1 (1 – 1) | Zwolsche Boys                                                                                          |
| 20 oktober 1957 Plaats: Nijmegen Goffertstadion Toeschouwers: 3.800         | Wim van Dalen 16' Gerrie Jansen 87'                                                  |               | 38' Roelof Hofman                                                                                      |
| 6e speelronde                                                               | Zwolsche Boys                                                                        | 0 – 2 (0 – 0) | Tubantia                                                                                               |
| 27 oktober 1957 Plaats: Zwolle De Vrolijkheid Toeschouwers: 1.500           |                                                                                      |               | 80' Wim Perik 84' Frans Eppink                                                                         |
| 7e speelronde                                                               | Oldenzaal                                                                            | 8 – 2 (1 – 1) | Zwolsche Boys                                                                                          |
| 3 november 1957 Plaats: Oldenzaal Het Heuveltje Toeschouwers: 2.000         | Gerrit Kuiper 10', 71', –' Toon Valks 57', 68', –' Johan Beuvink 69'                 |               | 12', 72' Herman Schrijver                                                                              |
| 8e speelronde                                                               | Zwolsche Boys                                                                        | 3 – 0 (2 – 0) | Heerenveen                                                                                             |
| 10 november 1957 Plaats: Zwolle De Vrolijkheid Toeschouwers: 1.000          | Hennie van Nee 8', 11' Tjeerd Henstra 70'                                            |               | |
| 9e speelronde                                                               | Enschedese Boys                                                                      | 3 – 1 (0 – 0) | Zwolsche Boys                                                                                          |
| 24 november 1957 Plaats: Enschede Heekpark Toeschouwers: 6.000              | Gerrit Nijsink 70', 77', 80'                                                         |               | 88' Roelof Hofman                                                                                      |
| 10e speelronde                                                              | Zwolsche Boys                                                                        | 2 – 3 (1 – 2) | Heracles                                                                                               |
| 1 december 1957 Plaats: Zwolle De Vrolijkheid Toeschouwers: 4.000           | Rein van Veen 5' Herman Schrijver 56'                                                |               | 22', 42' Joop Schuman 46' Rolf (Izzy) Greving                                                          |
| 11e speelronde                                                              | Zwolsche Boys                                                                        | 4 – 1 (2 – 1) | PEC |
| 15 december 1957 Plaats: Zwolle De Vrolijkheid Toeschouwers: 5.000          | Roelof Hofman 22', 44' Herman Schrijver 80' Hennie van Nee 85'                       |               | 6' Gerrit van der Weerthof                                                                             |
| 12e speelronde                                                              | Zwartemeer                                                                           | 3 – 2 (0 – 1) | Zwolsche Boys                                                                                          |
| 22 december 1957 Plaats: Klazienaveen Mr. Ovingstraat                       | Gerard Lippold 50' Tonny Roosken 59', 75'                                            |               | 18' Hennie van Nee 73' Tjeerd Henstra                                                                  |
| 13e speelronde                                                              | Velocitas                                                                            | 2 – 2 (1 – 1) | Zwolsche Boys                                                                                          |
| 29 december 1957 Plaats: Groningen Stadspark Toeschouwers: 1.000            | Harm Sloots 12' Evert Westerdiep 46'                                                 |               | 45' Theo Heidenrijk 58' Roelof Hofman                                                                  |
| 14e speelronde                                                              | Zwolsche Boys                                                                        | 0 – 1 (0 – 0) | Go Ahead                                                                                               |
| 12 januari 1958 Plaats: Zwolle De Vrolijkheid Toeschouwers: 4.500           |                                                                                      |               | 48' Jan Groninger                                                                                      |
| 15e speelronde                                                              | Veendam                                                                              | 8 – 0 (3 – 0) | Zwolsche Boys                                                                                          |
| 19 januari 1958 Plaats: Veendam De Langeleegte Toeschouwers: 1.500          | Afinus de Vries 27', 47', –', –' Piet Commandeur 37', –' Martinus Marquering –', –'  |               | |
| 16e speelronde                                                              | Zwolsche Boys                                                                        | 5 – 2 (0 – 1) | Velocitas                                                                                              |
| 2 februari 1958 Plaats: Zwolle De Vrolijkheid Toeschouwers: 2.000           | Henk Scholten 49', 76' Jaap van de Vegt 60' Rein van Veen 85', –'                    |               | 43' Jan Willems 69' Jan Koolman                                                                        |
| 17e speelronde                                                              | Be Quick                                                                             | 0 – 3 (0 – 1) | Zwolsche Boys                                                                                          |
| 9 februari 1958 Plaats: Groningen Esserberg Toeschouwers: 2.500             |                                                                                      |               | 34', 75', –' Roelof Hofman                                                                             |
| 18e speelronde                                                              | Zwolsche Boys                                                                        | 2 – 0 (0 – 0) | Veendam                                                                                                |
| 16 februari 1958 Plaats: Zwolle De Vrolijkheid                              | Roelof Hofman 57', 80'                                                               |               | |
| 19e speelronde                                                              | Zwolsche Boys                                                                        | 0 – 1 (0 – 1) | Oosterparkers                                                                                          |
| 23 februari 1958 Plaats: Zwolle De Vrolijkheid                              |                                                                                      |               | 34' Klaas Snip                                                                                         |
| 20e speelronde                                                              | Zwolsche Boys                                                                        | 2 – 0 (0 – 0) | N.E.C.                                                                                                 |
| 16 maart 1958 Plaats: Zwolle De Vrolijkheid Toeschouwers: 2.000             | Theo Heidenrijk 54' Hennie van Nee 66'                                               |               | |
| 21e speelronde                                                              | Rheden                                                                               | 0 – 0         | Zwolsche Boys                                                                                          |
| 23 maart 1958 Plaats: Rheden Thomassen-terrein Toeschouwers: 1.200          |                                                                                      |               | |
| 22e speelronde                                                              | Tubantia                                                                             | 2 – 2 (1 – 0) | Zwolsche Boys                                                                                          |
| 30 maart 1958 Plaats: Hengelo Veldwijk Toeschouwers: 1.000                  | Martin Philips 14' Wim Perik 53'                                                     |               | 65' Henk Scholten 67' Theo Heidenrijk                                                                  |
| 23e speelronde                                                              | Zwolsche Boys                                                                        | 0 – 0         | Oldenzaal                                                                                              |
| 7 april 1958 Plaats: Zwolle De Vrolijkheid Toeschouwers: 2.500              |                                                                                      |               | |
| 24e speelronde                                                              | Heerenveen                                                                           | 1 – 4 (1 – 0) | Zwolsche Boys                                                                                          |
| 20 april 1958 Plaats: Heerenveen Gemeentelijk Sportpark Toeschouwers: 1.000 | Sikke Venema 45'                                                                     |               | 59' Theo Heidenrijk 65', –', –' Tjeerd Henstra                                                         |
| 25e speelronde                                                              | Zwolsche Boys                                                                        | 1 – 4 (1 – 2) | Zwartemeer                                                                                             |
| 27 april 1958 Plaats: Zwolle De Vrolijkheid Toeschouwers: 1.000             | Roelof Hofman 40'                                                                    |               | 25', 61' Job Drent 45' Hans Kalter 83' Tonny Roosken                                                   |
| 26e speelronde                                                              | PEC                                                                                  | 4 – 4 (2 – 2) | Zwolsche Boys                                                                                          |
| 11 mei 1958 Plaats: Zwolle Gemeentelijk Sportpark Toeschouwers: 5.000       | Gerrit van der Weerthof 7' Leo Koopman 40' Dolf Degenaar 54', 63'                    |               | 14' Rein van Veen 23' Tjeerd Henstra 85' Roelof Hofman 90' Johannes Duim                               |
| 27e speelronde                                                              | Heracles                                                                             | 7 – 0 (2 – 0) | Zwolsche Boys                                                                                          |
| 1 juni 1958 Plaats: Almelo Bornsestraat Toeschouwers: 8.000                 | Jan Kamphuis 9' Joop Schuman 20', 54', 63', 80' Herman Vrielink 50' Steve Mokone 75' |               | |
| 28e speelronde                                                              | Zwolsche Boys                                                                        | 0 – 3 (0 – 2) | Enschedese Boys                                                                                        |
| 8 juni 1958 Plaats: Zwolle De Vrolijkheid                                   |                                                                                      |               | 2', 34' Gerrit Nijsink 61' Jenne Smit                                                                  |

### KNVB beker
| 1e ronde                                                                | Weerdinge                                                                         | 1 – 6 (0 – 3) | Zwolsche Boys                                                    |
| 26 december 1957 Plaats: Weerdinge Sportpark De Luwte Toeschouwers: 600 | De Jong                                                                           |               | –', –' Theo Heidenrijk –', –' Peter Tuasuun –', –' Roelof Hofman |
| 2e ronde                                                                | AGOVV                                                                             | 5 – 0 (3 – 0) | Zwolsche Boys                                                    |
| 30 april 1958 Plaats: Apeldoorn Berg & Bos                              | Bertus Wasmus 10' Mais Hanskamp 17' (pen.), 65' Wim Bakker 30' Henk Kanselaar 60' |               |                                                                  |

## Statistieken Zwolsche Boys 1957/1958

### Eindstand Zwolsche Boys in de Nederlandse Tweede divisie B 1957 / 1958
| Stand | Gespeeld | Gewonnen | Gelijk | Verloren | Punten | Doelpunten voor | Doelpunten tegen |
| ----- | -------- | -------- | ------ | -------- | ------ | --------------- | ---------------- |
| 14e   | 28       | 7        | 5      | 16       | 19     | 43              | 75               |

### Topscorers
| #      | Naam              | Goal |
| ------ | ----------------- | ---- |
| 1.     | Roelof Hofman     | 14   |
| 2.     | Tjeerd Henstra    | 6    |
| 2.     | Hennie van Nee    | 6    |
| 4.     | Theo Heidenrijk   | 4    |
| 4.     | Herman Schrijver  | 4    |
| 4.     | Rein van Veen     | 4    |
| 7.     | Henk Scholten     | 3    |
| 8.     | Johannes Duim     | 3    |
| 8.     | Jaap van der Vegt | 3    |
| Totaal | Totaal            | 43   |

| #      | Naam            | Goal |
| ------ | --------------- | ---- |
| 1.     | Theo Heidenrijk | 2    |
| 1.     | Roelof Hofman   | 2    |
| 1.     | Peter Tuasuun   | 2    |
| Totaal | Totaal          | 6    |

### Punten per tegenstander
|       | Be Quick | Enschede Boys | Go Ahead | Heerenveen | Heracles | N.E.C. | Oldenzaal | Oosterparkers | PEC | Rheden | Tubantia | Veendam | Velocitas | Zwartemeer |
| ----- | -------- | ------------- | -------- | ---------- | -------- | ------ | --------- | ------------- | --- | ------ | -------- | ------- | --------- | ---------- |
| Thuis | 0        | 0             | 0        | 2          | 0        | 2      | 1         | 0             | 2   | 0      | 0        | 2       | 2         | 0          |
| Uit   | 2        | 0             | 0        | 2          | 0        | 0      | 0         | 0             | 1   | 1      | 1        | 0       | 1         | 0          |

### Doelpunten per tegenstander
|       | Be Quick | Enschede Boys | Go Ahead | Heerenveen | Heracles | N.E.C. | Oldenzaal | Oosterparkers | PEC | Rheden | Tubantia | Veendam | Velocitas | Zwartemeer | Totaal |
| ----- | -------- | ------------- | -------- | ---------- | -------- | ------ | --------- | ------------- | --- | ------ | -------- | ------- | --------- | ---------- | ------ |
| Thuis | 0        | 0             | 0        | 3          | 2        | 2      | 0         | 0             | 4   | 2      | 0        | 2       | 5         | 1          | 21     |
| Uit   | 3        | 1             | 1        | 4          | 0        | 1      | 2         | 0             | 4   | 0      | 2        | 0       | 2         | 2          | 22     |
|       |          |               |          |            |          |        |           |               |     |        |          |         |           |            | 43     |